# 忍者くん 魔城の冒険
『忍者くん 魔城の冒険』（にんじゃくん まじょうのぼうけん）は、UPLにより製作されたコンピュータゲームである。その続編である『忍者くん 阿修羅ノ章』と、その他の後継作品および関連パチスロ機についても、本稿で紹介する。

## 忍者くん -魔城の冒険-
『忍者くん 魔城の冒険』（にんじゃくん まじょうのぼうけん）は、1984年10月にUPLより稼働されたアーケード用縦スクロールアクションゲーム。日本ではタイトーが独占販売権を持った。
主人公の「忍者くん」を操作し、城に侵入した魔物を倒して奪われた宝物を取り戻す事を目的としている。ステージクリア型のアクションゲームであり、ジャンプして山や城を登っていく縦スクロールである事を特徴としている。またシステム上の特徴として、敵キャラクターに思考ルーチン（AI）を搭載し、プレイヤーとの位置関係を把握しながら行動していることが挙げられる。
UPLが開発を行い、ゲーム・デザインおよびプログラムは後に『ワンダーボーイ』シリーズを手掛けた西澤龍一と『ぺんぎんくんWARS』（1985年）を手掛けた藤沢勉が担当している。なおパソコンへの移植については、当時のコーエーが実働部隊として参加しており、同社創業者の襟川陽一も自らプログラムを組んだ。
インストレーションカードには『UPL第2弾』との記載があるが、これは社名変更後の第二弾という意味であり、旧社名であるユニバーサルプレイランド時代から通算すると6作目相当と考えられる。

### ゲーム内容
赤い忍び装束を纏った1.5頭身の忍者「忍者くん」が、幾段にもなる足場を上下に行き来し、縦に4画面スクロールするステージを駆け巡って敵を倒していく内容で、各ステージにいる8体の敵キャラクターを全て倒すことでステージクリアとなる。
少数派のジャンルである縦スクロールアクションゲームとなっており、敵の攻撃に当たる事で1ミス、残機が無くなることでゲームオーバーとなるシステムになっている。操作は2方向レバーとジャンプ、攻撃の2つのボタンを使用し、レバーを左右どちらかに入れながらジャンプする事で上方向に向かって飛ぶ。ボタンを長押しする事で上の段にジャンプする事ができ、短くボタンを押す事でショートジャンプをすることができる。またレバーを入れずにジャンプボタンを押す事で下の段へと飛び降りる事ができる。このジャンプの動作を如何に使いこなせるかによって難易度が大幅に変わる仕様となっている。
攻撃ボタンを押す事で手裏剣での攻撃が可能であるが、手裏剣は単発でしか撃てないため、敵の正面から撃ち合いをするとミスとなるリスクが高くなる。そのため、ジャンプで敵に体当たりして気絶させてから攻撃する事が重要となる。
ステージに付き1つだけ落下してくる玉を3つ回収する事でボーナスステージに進む事ができる。敵キャラクターは黒子（KUROKO）、ダルマ（DARUMA）、般若（KABUKI）、カミナリ小僧（ONIKKO）、獅子舞（OSHISHI）、ガイコツ（GAIKOTSU）、トカゲ（TOKAGE）、武者（YOROI）の8種類となっており、この8種類が順番に登場する24ステージをクリアする事で8種類が混在したステージが始まる事となる。その後にボスキャラクターの役割の敵を最後に残す事で、そのキャラクターが分身の術を使用するようになる。分身の術を使った敵の本体は1体しかなく、体当たりできるのは本物だけである。分身の術は高次面まで到達しなければ見られない現象のため、目撃したプレイヤーは全国でもごくわずかであるとされる。

### ストーリー
宝物を狙って魔物たちがお城に侵入したことをいち早く察知した忍者くんは、勇敢にも単身で魔城に乗り込んでいった。敵は全部で8種族。それぞれが異なる武器を持って忍者くんに襲いかかる。敵はなかなかの頭脳の持ち主で、忍者くんの攻撃を容易にかわしていく。忍者くんは敵の行動パターンをよみ、すばやく倒して、奪われた宝物を取り戻さなければならない。すべての敵を倒して、お城を守れ!!

### キャラクター
忍者くん
プレイヤーが操作する赤装束の主人公。
KUROKO（黒子）
最初に登場する敵。忍者くんと同じ武器「手裏剣」を使う。
DARUMA（ダルマ）
手も足もない姿の敵であるが、忍者くんを追尾してくる武器「カマ」を投げてくる。
KABUKI（カブキ）
放射状に飛んでくる武器「爆弾」を投げてくる。爆弾は放物線を描きながら落ちてきて、忍者くんと同じ高さになるまで爆発しない。戦いが長引くと、雨あられのように爆弾が降ってくる。
ONIKKO（カミナリ小僧）
外見はかわいいが手強い相手。放ってくるカミナリは忍者くんの手裏剣よりもはるかに速く、連射もしてくる。
OSHISHI（おしし）
炎を吐いて忍者くんの手裏剣を止めるばかりか、あちこちに燃え移りなかなか消えない。忍者くんを跳ね飛ばすのが得意。
GAIKOTSU（ガイコツ）
画面の端まで届く短刀の連べ打ちを仕掛けてくる。同一線上になった瞬間を倒さないと、こちらがやられてしまう強敵。
TOKAGE（トカゲ）
忍者くんの攻撃を楽にかわす身軽さを見せる曲者。吐く炎は遅いが、確実に忍者くんを追いつめてくる。ビデオゲーム版では、白い喉元を見せてジャンプする姿が愛らしい。
YOROI（ヨロイ）
忍者くんの手裏剣がそのままでは通用しない最強の敵。倒すためにはジャンプなどで体当たりして、いったん気絶させてから、手裏剣を当てなければならない。武器は弓矢で、GAIKOTSUの短刀よりも強力。
炎
永久パターン防止キャラ。忍者くんが15秒以上続けて同じ段にいるか、ゲーム開始から120秒経つと出現して、忍者くんを追ってくる。手裏剣も効かず触れるとミスになる。

### 移植版
| No. | タイトル                      | 発売日                                   | 対応機種                                | 開発元           | 発売元       | メディア                                                                    | 型式                             | 備考                                   |
| --- | ----------------------------- | ---------------------------------------- | --------------------------------------- | ---------------- | ------------ | --------------------------------------------------------------------------- | -------------------------------- | -------------------------------------- |
| 1   | 忍者くん 魔城の冒険           | 1985年5月10日                            | ファミリーコンピュータ                  | トーセ           | ジャレコ     | 192キロビットロムカセット                                                   | JF-03                            |                                        |
| 2   | 忍者くん 魔城の冒険           | 1985年                                   | MSX/2                                   | 日本デクスタ     | 日本デクスタ | ロムカセット                                                                | ND-01MR                          | メモリ16KB以上対応                     |
| 3   | 忍者くん 魔城の冒険           | 1986年5月                                | FM-7/77 PC-8801mkIISR                   | 日本デクスタ     | 日本デクスタ | 5.25インチ2Dフロッピーディスク 3.5インチ2Dフロッピーディスク カセットテープ | -                                | FM-7/77シリーズのみ、3.5インチFD版あり |
| 4   | 忍者くん 魔城の冒険EX         | 2005年4月13日                            | ボーダフォンライブ! （Vアプリ）         | ビービーエムエフ | ビーエムエフ | ダウンロード （忍者くんワールド）                                           | -                                |                                        |
| 5   | 忍者くん 魔城の冒険EX         | 2006年7月24日                            | iアプリ                                 | ビービーエムエフ | ビーエムエフ | ダウンロード （iゲーム大好き!）                                             | -                                |                                        |
| 6   | 忍者くん 魔城の冒険           | 2008年12月9日                            | Wii                                     | トーセ           | ジャレコ     | ダウンロード （バーチャルコンソール）                                       | -                                | ファミリーコンピュータ版の移植         |
| 7   | 忍者くん 魔城の冒険 Ninja-Kid | 2014年5月15日 2015年5月26日 2015年7月7日 | PlayStation 4 (PlayStation Network)     | UPL              | ハムスター   | ダウンロード （アーケードアーカイブス）                                     | CUSA-00392 CUSA-00977 CUSA-02490 | アーケード版の移植                     |
| 8   | 忍者くん 魔城の冒険           | 2018年4月5日                             | Nintendo Switch (ニンテンドーeショップ) | UPL              | ハムスター   | ダウンロード （アーケードアーカイブス）                                     | -                                | アーケード版の移植                     |

### 評価
アーケード版
- ゲーメストムック『ザ・ベストゲーム2』（1998年）では『名作・秀作・天才的タイトル』と認定された「ザ・ベストゲーム」に選定され、ライターの石井ぜんじは本作は敵を全滅させるだけの単純なルールの作品であり、特殊なシステムなどが存在しない事を指摘しているが、本作の面白さは敵がプレイヤーとの間合いを図り、疑似的な思考でプレイヤーと対決する部分にあるとした[4]。具体的には敵がプレイヤーからの体当たりを避ける事や逆に体当たりを仕掛けてくる部分の駆け引きが絶妙であるとし、「パターン化できない面白さが生じる」、「キャラクターゲームとして非常に奥が深く、何年間も遊びこんでも飽きることのないゲーム性を実現した数少ないゲームである」と称賛した[4]。また石井は本作のアクション性が後に『ファイナルファイト』（1989年）などのベルトスクロールアクションゲームや対戦型格闘ゲームなどの敵の動作の原点となっている事を指摘した[4]。
- ゲーム本『甦る 20世紀アーケードゲーム大全 Vol.1 アイデア満載! ユニークゲーム編』では、本作の要点は体当たり攻撃も含めてジャンプを如何に使いこなすかであると指摘した上で、「キャラは可愛いが意外に骨太な本作は、プレイヤーから愛される秀作である」と称賛した[3]。

パソコン版（MSX）
- ホビーパソコン関連雑誌『マイコンBASICマガジン』の1987年2月号とじ込み付録小冊子「dexter SOFT CATALOGUE 全ソフト紹介 —日本デクスタ編—」のコメント欄において、パソコンゲーム版（MSX）はかなりいい出来だと評しており、その再現度に触れて「8種族の敵がほとんどそのままでてくるし、思考パターンもあのビデオゲーム版そのもの」「最後に親分を残しちゃうと分身の術まで使ってくるんだから、忍者くんファンにはたまりません」と紹介している[5]。

## 忍者くん -阿修羅ノ章-
『忍者くん 阿修羅ノ章』（にんじゃくん あしゅらのしょう）は、1987年7月に日本のUPLからリリースされたアーケード用縦横両スクロールアクションゲーム。日本国外版タイトルは、アーケード版が稼働した当時は『Rad Action』であったが、後に『Ninja Kid II』に改題された。
同社の『忍者くん 魔城の冒険』（1984年）の続編である。主人公の造形は前作と同一あるが、縦スクロールのみではなく多彩なアクションが可能となった事を特徴としている。しかし難易度は高くマニア向けのゲームとされている。開発はUPLが行い、ゲーム・デザインは前作に引き続き藤沢勉が担当している。
1988年5月27日にファミリーコンピュータ版が発売された。ファミリーコンピュータ版は2009年5月19日にWii用ソフトとしてバーチャルコンソールにて配信された他、アーケード版は2015年6月5日にPlayStation 4用ソフトとして、2018年10月18日にNintendo Switch用ソフトとしてアーケードアーカイブスにてそれぞれ配信されている。

### ゲーム内容
前作で城から魔物を追い払って宝物を取り戻した忍者くんが、なまずの師匠の指示を受けて今度は魔物たちの本拠地に乗り込み、その親玉である阿修羅を倒すことを目的にしている。
本作は前作の2方向レバーから8方向レバーへと変更されたため操作性が複雑になった事や、フィールドが多彩になった事などを特徴としている。また前作と大きく異なる点としては、特定ステージクリアごとに武器が追加され、レバー上入力で切り替えられる。ゲーム開始時にステージ選択が可能である点であり、花札をめくる事でステージを選択するシステムとなっている。ステージによっては段差が一切存在しないステージや、様々な地形が存在するステージ、巨大なボスが出現するステージなどが存在する。前作同様の縦スクロールの面も存在するが、初めから強敵が出現するなど前作の熟練者を想定した難易度となっている。その他に主人公が通り抜けできない壁が存在し、壁登りのアクションが必要となる場面があり、かなりの慣れを要するため多くのプレイヤーがこの部分で挫折する事となった。
なお、ゲーム中は合成音声でキャラクターが喋るが、やや不明瞭である。特にステージクリア時の音声が「やったーウキャキャ！」に聞こえることが、よくネタにされる（正しくは「やったー！クリア！」とされるが詳細は不明。トカゲと接触して気絶する際も同様のセリフを言うため、ウキャキャで正しいのかもしれない）。
スタッフ
- ゲーム・デザイン：藤沢勉
- プログラム・デザイン：きんじょうさとる
- キャラクター・デザイン：藤沢勉、角田明美
- サウンド・コンポーズ：藤沢勉
- BGMクリエイト：メカノアソシエイツ
- データ・メーク：はやしたかし

### 移植版
| No. | タイトル                         | 発売日                      | 対応機種                                | 開発元         | 発売元       | メディア                                | 型式       | 備考                           |
| --- | -------------------------------- | --------------------------- | --------------------------------------- | -------------- | ------------ | --------------------------------------- | ---------- | ------------------------------ |
| 1   | 忍者くん 阿修羅ノ章              | 1987年                      | MSX2                                    | オペラハウス   | ハル研究所   | ロムカセット                            | -          |                                |
| 2   | 忍者くん 阿修羅ノ章              | 1988年5月27日               | ファミリーコンピュータ                  | マイクロニクス | UPL          | 1メガビット+64キロRAMロムカセット       | UPL-NJ     |                                |
| 3   | 忍者くん～阿修羅ノ章             | 2004年2月2日                | ボーダフォンライブ! （Vアプリ）         | ケイブ         | ケイブ       | ダウンロード （ゲーセン横丁）           | -          | アーケード版の移植             |
| 4   | 忍者くん 阿修羅の章EX            | 2006年9月27日               | ボーダフォンライブ! （Vアプリ）         | ビーエムエフ   | ビーエムエフ | ダウンロード （ゲーモバ）               | -          |                                |
| 5   | 忍者くん 阿修羅ノ章              | 2009年5月19日               | Wii                                     | マイクロニクス | ジャレコ     | ダウンロード （バーチャルコンソール）   | -          | ファミリーコンピュータ版の移植 |
| 6   | 忍者くん 阿修羅ノ章 Ninja Kid II | 2015年6月5日 2015年10月27日 | PlayStation 4 (PlayStation Network)     | UPL            | ハムスター   | ダウンロード （アーケードアーカイブス） | CUSA-03374 | アーケード版の移植             |
| 7   | 忍者くん 阿修羅ノ章              | 2018年10月18日              | Nintendo Switch (ニンテンドーeショップ) | UPL            | ハムスター   | ダウンロード （アーケードアーカイブス） | -          | アーケード版の移植             |

### 評価
アーケード版
ゲーム本『甦る 20世紀アーケードゲーム大全 Vol.2 アクションゲーム・シューティングゲーム熟成期編』では、本作が前作と比較して難易度が高くなったことから「マニア向けなゲームになったと言えるだろう」と指摘し、さらに難易度の高さゆえ一般的な認知度が低い事を指摘した。しかし本作の熟練者からは名作扱いされ評価が高い事を指摘し、「もう一度本作に光が当たる日がくればと思わずにいられない」と肯定的に評価した。
ファミリーコンピュータ版
ゲーム誌『ファミコン通信』の「クロスレビュー」では合計24点（満40点）、『ファミリーコンピュータMagazine』の読者投票による「ゲーム通信簿」での評価は以下の通り20.09点（満30点）となっている。また、同雑誌1991年5月10日号特別付録の「ファミコンロムカセット オールカタログ」では、「忍者くんの動きはとってもかわいく、敵キャラも愉快なヤツがいっぱい出てくる」とキャラクター造形に関して肯定的に評価した。
| 項目 | キャラクタ | 音楽 | 操作性 | 熱中度 | お買得度 | オリジナリティ | 総合  |
| 得点 | 3.84       | 3.41 | 3.15   | 3.37   | 3.18     | 3.14           | 20.09 |

## 戦国忍者くん
忍者くん三作目。1991年3月8日にUPLからゲームボーイ用ソフトとして発売。見下ろし型のアクションRPGとなっている。

## すーぱー忍者くん
忍者くん四作目。1994年8月5日にジャレコからスーパーファミコン用として発売された。

## 忍者くん -妖怪絵巻-
2004年にエイペックス（現：トリビー）から発売されたパチスロ機。「懐かしいファミコンのゲームキャラが復活」との触れ込みで、『初代』・『じゃじゃ丸』・『阿修羅ノ章』に似たチャンス演出、『阿修羅ノ章』に曲調の似たBGM（ビッグボーナス中）など、当時のゲームをプレイした人間にとっては懐かしく思える雰囲気を持っている。ただし、携帯電話向けの「阿修羅ノ章」などのアプリケーションでは（C）UPLの記載があるのに対し、本作には同様の著作権表記が存在しない。UPLがすでに倒産していることから、版権の許諾状況が不明である。
なお、「忍者くん妖怪絵巻」「忍者くん魔城伝」はトリビーが、「忍者くん」が付かない「魔城の冒険」「阿修羅の章」は個人が商標を取得していたがすべて期限切れとなっている。2019年5月現在、UPL作品の権利を所有しているハムスターが「忍者くん」の商標権を取得している（登録6144561）。

## 関連作品
- 忍者くん（1983年）

忍者くんの原作に当たるのかは諸説ある。マイクロキャビン制作。MSX、X1、PC-8801で発売されたアクションゲーム。
- 忍者じゃじゃ丸くん（1985年）

ジャレコから忍者くんの弟「じゃじゃ丸くん」を主人公とする任天堂ファミリーコンピュータ用アクションゲームが発売、シリーズ化された。操作性やルールなど多くの要素が類似しているが忍者くんの正式な続編ではない。スピンオフ作品のひとつだったが、その後完全に独立した。なお、「忍者くんの弟」という設定自体はその後も継続している。